# Црква Светог Јована Крститеља у Ратини
Црква Рођења Светог Јована Крститеља налази се у селу Ратина, насељеном месту на територији града Краљева. Припада Епархији жичкој Српске православне цркве. Посвећена је рођењу Светог Јована Крститеља (Ивањдан), крсна слава цркве је 7. јула. Име села - Ратина, наводи се 1221. године, као метох манастира Жиче, у Жичкој повељи  Светога Саве, тада првог архиепископа Српске православне цркве, са седиштем у Жичи, од које је Ратина удаљена непуних 10 км.

## Положај
Црква се налази на магистралном путу Краљево—Врњачка Бања, у строгом центру села Ратина, на брежуљку, са десне стране пута, наспрам Основне школе „Доситеј Обрадовић” и болнице „Свети Никола”.

## Изградња цркве
Изградња цркве започета је 1991 године благословом епископа жичког Стефана. Ктитор храма је Проф. Др. Миодраг Петровић, кога је исти епископ одликовао 2002. године ктиторском повељом, на дан освећења храма, 7. јула. Изградњу овог храма помагали су и мештани својим прилозима. Због болести епископа Стефана, храм је освештао епископ нишки Иринеј, потоњи патријарх српски. Tада Ратина постаје засебна црквена општина. Пре тога словила је као Друга врпска парохија у саставу Црквене општине Врба, коју је опслуживао протојереј о. Миломир Атанасковић

## Изглед цркве
Црква је грађена у рашко-моравском стилу, као умањена копија Манастира Раванице, са шест купола које које попут цвета красе храм. Њену унутрашњост одликују: простран олтар, предиван иконостас, масивни стубови, зидно сликарство, галерија за хор, изванредна акустика, обиље светлости.

## Честицa моштију Светог Јована Крститеља
У храму Рођења Светог Јована Kрститеља у Ратини налази се честица моштију Светог Јована Kрститеља, званог Претеча. Смештена је у икону, израђену специјално за ову намену, у Атељеу Kешељ. Постамент у дуборезу урађен је у дуборезачкој радионици при Духовном центру Светог владике Николаја Велимировића.